# Oasrörelsen
Oasrörelsen är en karismatisk förnyelserörelse inom Svenska kyrkan, som bildades i september 1983 på Åh stiftsgård vid en nordisk luthersk ledarkonferens. Då fick den namnet "Referensgrupp för andlig förnyelse i Svenska kyrkan" (RAF), men bytte 1989 namn till Oasrörelsen. Oasrörelsens huvudord är "förnyelse, evangelisation och enhet på evangelisk luthersk grund".
Oasrörelsen har inga egna medlemmar, utan finansierar sin verksamhet genom frivilligt ekonomiskt stöd från sympatisörer. Den har ett ledarskap bestående av 20 personer över hela landet och en styrelse som leder arbetet.
Oasrörelsen inbjuder till inspirationsdagar och konferenser i hela landet året runt. Varje sommar anordnas stora sommarmöten på olika platser i landet. Dessa möten samlar årligen flera tusen deltagare. I samband med dessa möten anordnas också separata samlingar för barnen på Youngsters samt för ungdomar på UngdomsOas. UngdomsOas är Oasrörelsens ungdomssektion. 
Oasrörelsen har ofta helandegudstjänster med förbön för sjuka. Berit Simonsson har sagt: ”Det är viktigt att förstå att vi inte kan utlova helande, men vi kan lova bön för helande, i enlighet med Bibeln". Det finns dock de som är kritiska; tidskriften Focus har skrivit: "För traditionalisten är den karismatiska väckelsen, med tungotal, helande och lovsång, ett ovant inslag i Svenska kyrkan.". 
Oasrörelsen har 6 anställda inspiratörer: Lisa Lerman, Ingemar Henricsson, Hanna Simonsson, Lennart Henricsson, Hans Weichbrodt och Berit Simonsson.

## Ämbetsfrågan
Berit Simonsson, inspiratör och del i ledarskapet i Oasrörelsen, har gett följande förklaring av Oasrörelsens hållning i ämbetsfrågan: "Oasrörelsen har en regel med två sidor. Rörelsen tar inte ställning i ämbetsfrågan, det vill säga frågan om kvinnliga och manliga präster. Men Oas-rörelsen har ett förhållningssätt att vid allmänna och nationella möten använder vi inte kvinnliga präster men däremot vid regionala och lokala sammanhang. Vi väljer en väg där vi inte fryser ut en uppfattning utan försöker bereda rum för båda på olika sätt". Det Berit Simonsson uttrycker är tolerans för de som har en annan uppfattning i ämbetsfrågan än majoriteten. Oasrörelsen vill på sina allmänna och nationella samlingar även låta dem kunna deltaga fullt ut i till exempel nattvarden.
Frågan om prästvigning av kvinnor har kommit att bli en vattendelare i Svenska kyrkan. Kyrklig samling kring bibeln och bekännelsen och Synoden har tydligt tagit ställning gällande kvinnors tillträde till prästämbetet. Oas har inte tagit någon sådan ställning, utan vill vara en rörelse där flera uppfattningar kan finnas och där man inte kränker någons samvete. Oas vill därför respektera såväl kvinnliga präster och de som är för kvinnliga präster såväl de som har en annan uppfattning i ämbetsfrågan och av samvetsnöd inte kan ta emot nattvarden från en kvinnlig präst. I en intervju Kristianstadsbladet svarar Gunnar Hellerby, präst i Svenska kyrkan i Hedemora och en av prästerna på ett Oasmöte, gällande ämbetsfrågan: "Inom svenska kyrkan finns det en splittring när det gäller kvinnliga präster. Men inom Oas vill vi skapa gemenskap och inte splittring och vi har lyckats hålla frågan utanför."  På följdfrågan om det sker på de kvinnliga prästernas bekostnad svara han vidare "Ja, jo det är klart. Kvinnliga präster är välkomna att hålla till exempel seminarier. Men inte mässor med gudstjänst".
Oasrörelsens hållning i ämbetsfrågan har på flera håll lett till konflikter med andra engagerade inom Svenska Kyrkan.  
Även från New Wine, en nyetablerad och liknande rörelse, får Oasrörelsen kritik för sin ståndpunkt mot kvinnliga präster.. En viktig skillnad mellan New Wine och Oasrörelsen är enligt Kjell-Axel Johanson, pastor och ledare för New Wine i Sverige, att "historiskt sett är New Wine väldigt mycket mer lågkyrkligt". En lågkyrklig ämbetssyn är på ett annat sätt öppen för kvinnliga präster än en högkyrklig ämbetssyn. Högkyrklighet inom protestantismen är en religiös riktning som värdesätter sakramenten, liturgin och ämbete. Begreppet lågkyrklig har formulerats som motsats till begreppet högkyrklig. Medan högkyrkligheten särskilt betonar prästerskapets roll och den genom historien noggrant utarbetade liturgin betonar lågkyrkligheten de enskilda församlingsmedlemmarnas roll och deras möjlighet och ansvar att forma sitt religionsutövande. Högkyrkligheten kan sägas vara motsatsen till lågkyrklighet i synen på kyrkan och ämbetet.

## Ekumenik och upplevelsekristendom
Oasrörelsen möter kritik från en del gammalkyrkliga rörelser inom svenska kyrkan, för att man i för stor utsträckning betonar ekumenik och via massmöten med pop och rock förmedlar en "upplevelsekristendom". Ulf Jonsson, ordförande i Kyrkliga Förbundet för evangelisk luthersk tro, menar att Oasrörelsen "Genom att poängtera den helige Ande framför sund lära försöker man lösgöra Anden från Ordet"  
Av artiklar i tidningen Dagen framgår att man i Oasrörelsen vill ge barn och ungdomar möjlighet till gudsupplevelser och det finns också barn och ungdomar som rapporterar att de haft det roligt på Oasrörelsens konferenser..  På pingströrelsens årliga samling, Nyhemsveckan, predikade sommaren 2007 Hans Weichbrodt tillsammans Jack-Tommy Ardenfors och Ulf Ekman om ämnet "PINGST – i en helad pingst-karismatisk kristenhet – för Sveriges skull”. Denna trilogpredikan på Nyhem var en manifestation för kristen enhet där Hans Weichbrodt representerade OAS-rörelsen och väckelse inom Svenska Kyrkan, Jack-Tommy Ardenfors representerade pingströrelsen och Ulf Ekman representerade trosrörelsen.. Det kan därför anses klarlagt att upplevelser och ekumenik är tydliga element i Oas-rörelsen. Många kristna ser dock ekumenik och gudsupplevelser som en naturlig del av en levande kristendom. 
Oasrörelsen vill beskriva sig som "en fristående karismatisk (av grek. "chárisma" = nådegåva) rörelse, som vill främja en sund andlig förnyelse. Sund förnyelse är förankrad i Ordet, balanserad och känslig för den helige Ande samt ger god frukt. Oasrörelsen har sin grund i evangelisk luthersk tro och vill tjäna Svenska kyrkan med en öppenhet mot andra samfund." . Oasrörelsens ekumenik och öppenhet mot andra samfund visar sig på olika sätt, på sommarkonferensen i Borås sommaren 2008 medverkar pingstevangelisten Birger Skoglund och katoliken P. Raniero Cantalamessa som anges vara "Påvens predikant och en av den karismatiska rörelsens mest efterfrågade talare" samt flera mer svenskkyrkliga talare..
Den moderna ekumeniken har ofta kritiserats av konservativa grupperingar inom kyrkorna. De menar att den ekumeniska rörelsen kännetecknas av en förslappning i fråga om läran och bibeltroheten. Många menar att det avgörande för kristen enhet inte är någon yttre organisation, utan att man har en gemensam lära, grundad på Bibeln. Konservativa reformerta och lutheraner tillhör de mest kritiska mot den moderna ekumeniken. Vissa – framför allt evangelikala kristna – kan acceptera en begränsad form av ekumeniskt samarbete mellan grupperingar som delar samma grundsyn, även om man kan vara oenig i vissa frågor. Mera konservativa, som reformerta fundamentalister eller vissa konfessionella lutheraner, är skeptiska även mot en sådan begränsad ekumenik och betonar betydelsen av en rätt lära. Många konservativa lutheraner står nära luthersk ortodoxi som är den lära som formulerades i de lutherska kyrkorna efter reformationen och samlades i Konkordieboken.
I linje med Oasrörelsens verksamhet förespråkar många i Svenska Kyrkan och i frikyrkorna slagordet från Rupertus Meldenius "Enhet i det väsentliga. Frihet i det oväsentliga. Kärlek i allt."  något som visar sig i att Alphakursen hålls i kyrkor från många olika samfund, bland annat Baptistsamfundet, Evangeliska frikyrkan, Frälsningsarmén, Metodistkyrkan, Svenska Missionskyrkan, Pingströrelsen och Svenska kyrkan.